# Correa (Gattung)
Correa ist eine Pflanzengattung aus der Familie der Rautengewächse (Rutaceae). Die elf Arten sind vor allem im Südosten Australiens beheimatet und wurde 1798 von Henry Charles Andrews nach dem portugiesischen Botaniker José Francisco Corrêa da Serra (1751–1823) benannt.

## Beschreibung
Die Arten der Gattung Correa sind Sträucher oder kleine Bäume. Ihre Behaarung besteht aus sternförmigen Trichomen. Die Kelchblätter sind miteinander verwachsen. Die Staubblätter sind in zwei Kreisen angeordnet (diplostemon) und sind vollständig fertil, die Staubfäden stehen voneinander getrennt. Der Blütenboden ist achtfach gelappt.
Die Samen besitzen ein zentral gelegenes und elliptisch geformtes Hilum, die Samennaht ist basal platziert. Das nach innen gerichtete (ventrale) Endokarp ist dick und beständig.
Die Basischromosomenzahl ist n = 16.

## Vorkommen
Die Arten kommen im südöstlichen Australien, in Tasmanien sowie im südöstlichen Western Australia vor. Sie wachsen in Wäldern und Heiden.

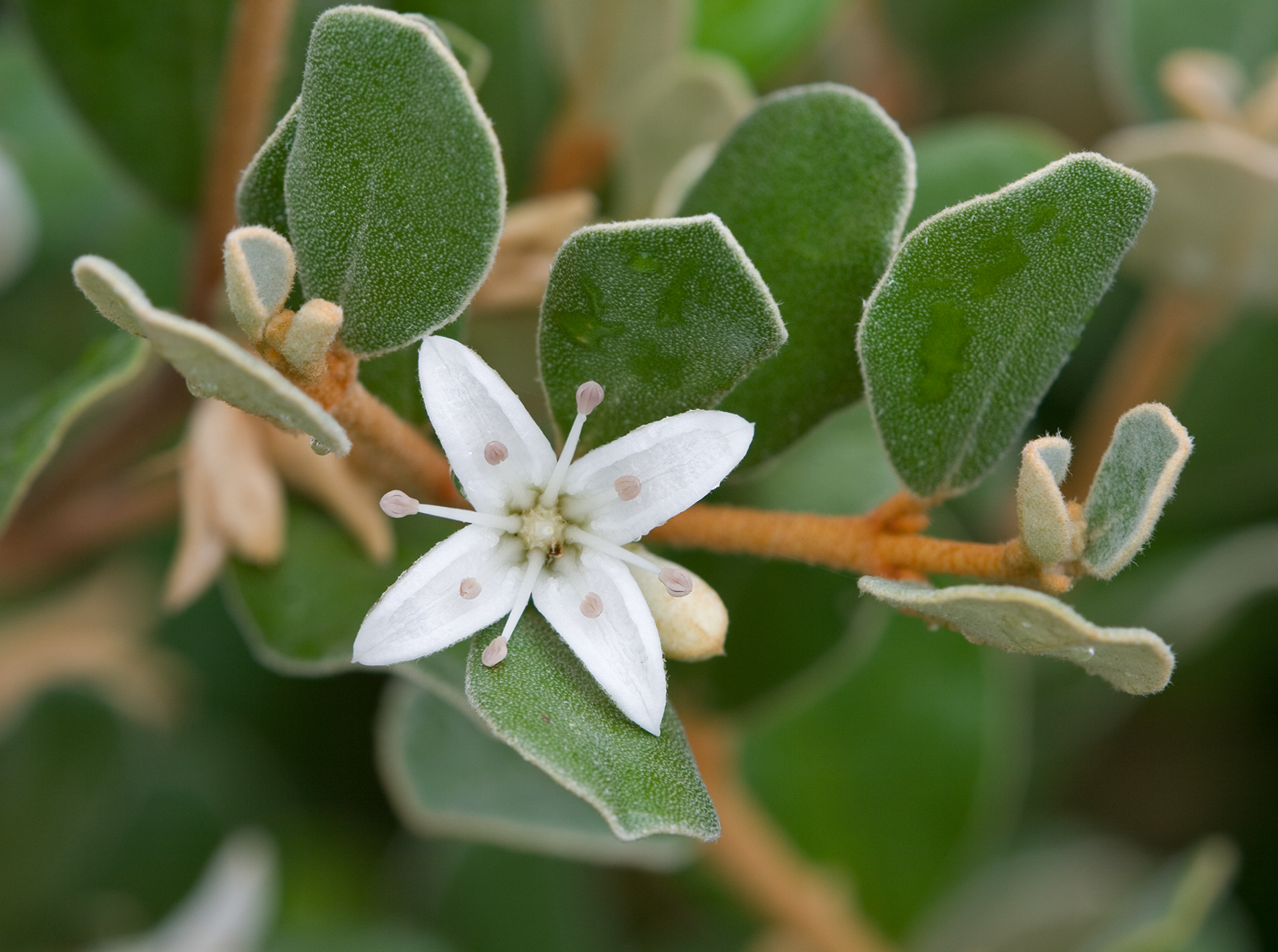
Correa alba

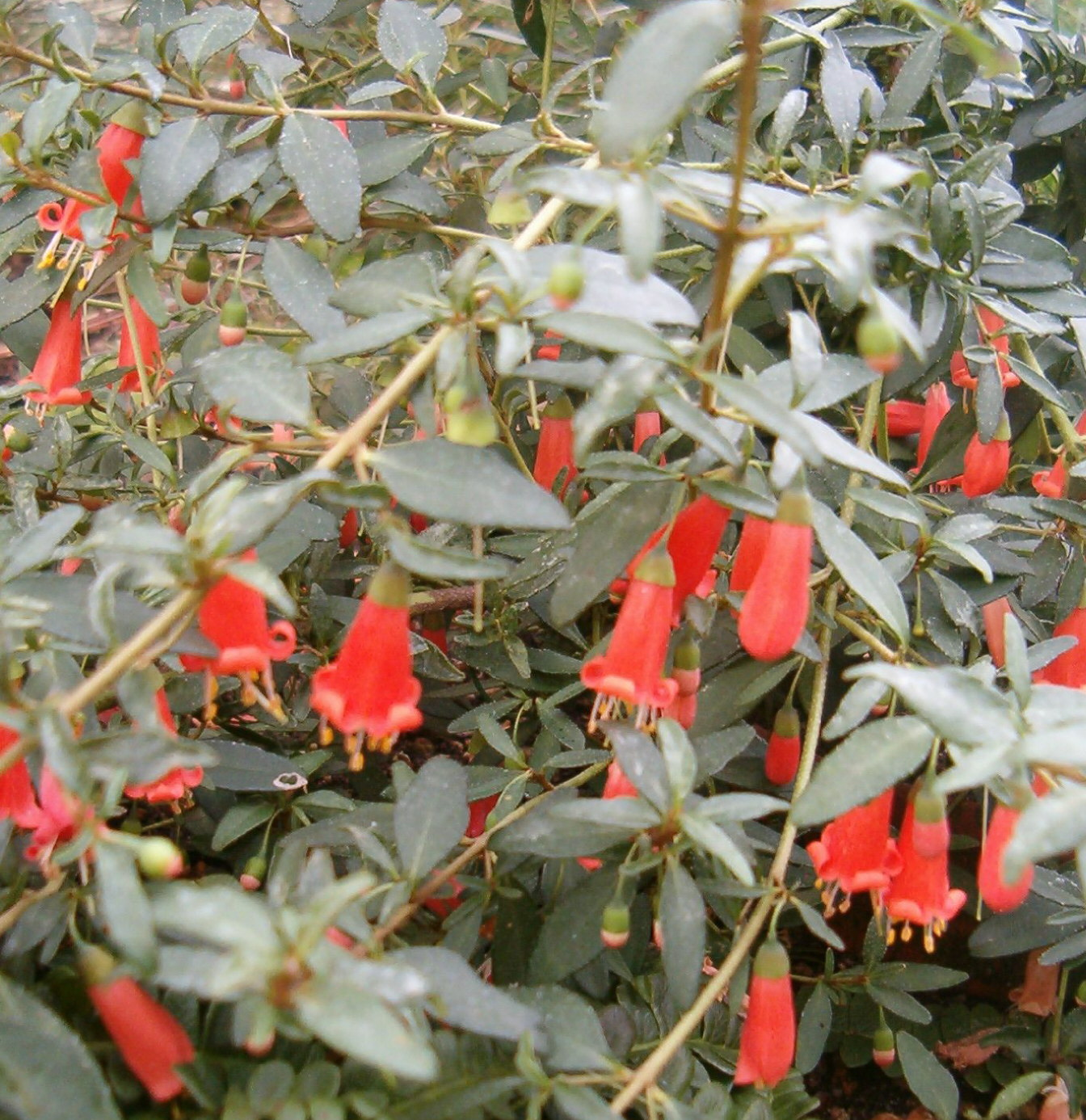
Correa pulchella

## Systematik
Hier eine Auswahl der Arten:
- Correa aemula (Lindl.) F. Muell.: Sie kommt im westlichen Victoria und im südöstlichen South Australia vor.[1]
- Correa alba Andrews: Sie kommt im östlichen New South Wales, im südöstlichen South Australia, im südlichen Victoria und in Tasmanien vor.[1]
- Correa bauerlenii F. Muell.: Sie kommt im südöstlichen New South Wales vor.[1]
- Correa decumbens F. Muell.: Sie kommt im südöstlichen South Australia vor.[1]
- Correa pulchella J. Mackay ex Sweet: Sie kommt im südöstlichen South Australia vor.[1]
- Correa reflexa (Labill.) Vent.: Sie ist in Australien weitverbreitet.[1]
- Correa schlechtendalii Behr: Sie kommt im südöstlichen South Australia vor.[1]